# Lắng đọng

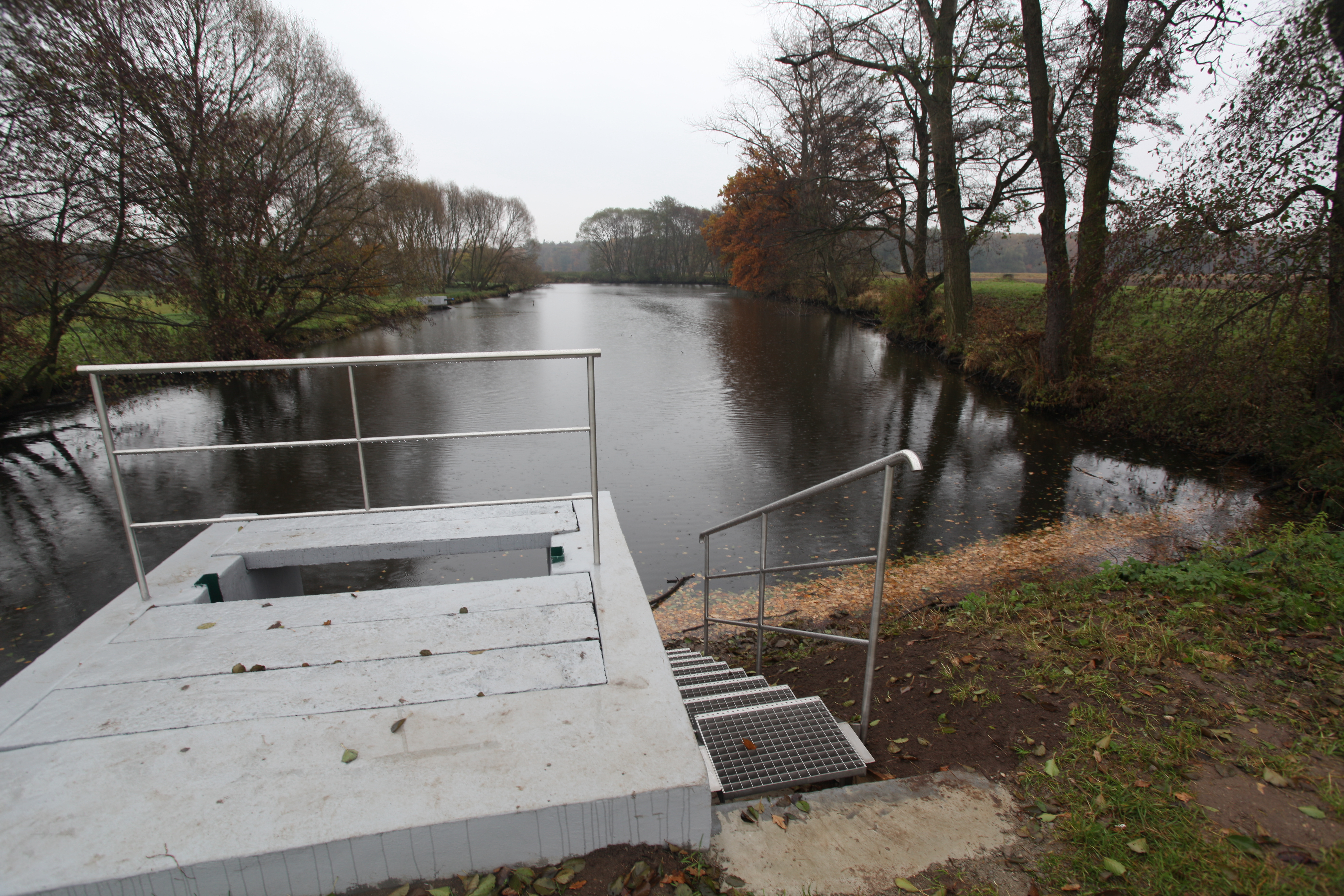
Hồ lắng đọng sắt

Lắng đọng là quá trình mà các hạt rắn lắng xuống đáy của một chất lỏng và hình thành vật liệu trầm tích. Các hạt rắn chịu tác dụng của trọng lực hoặc do chuyển động ly tâm sẽ có khuynh hướng chuyển động theo cùng một hướng tác dụng của lực. Đối với lắng đọng do trọng lực, các hạt có khuynh hướng rơi xuống đáy chậu tạo thành dạng bùn.
Lắng đọng là một hoạt động quan trọng có nhiều ứng dụng như trong khai thác mỏ, xử lý nước thải, khoa học sinh học, động cơ đẩy không gian, 
và cơ học hạt rắn.